# Буша Костянтин Олександрович
Костянти́н Олекса́ндрович Бу́ша (1969—2014) — старший сержант, Міністерство внутрішніх справ України, учасник російсько-української війни.

## З життєпису
Народився 1969 року в місті Дніпропетровськ.
В часі війни — доброволець, головний сержант взводу, 39-й батальйон територіальної оборони «Дніпро-2».
21 липня 2014-го увечері неподалік селища Кам'янка на блокпост українських сил АТО заїхав мікроавтобус, начинений вибухівкою, та підірвався. Загинуло п'ять військовиків — Костянтин Буша, старший сержант Ігор Волошин, старший сержант Кривсун Юрій Олександрович, старший солдат Загородній Олександр Сергійович, солдат Олександр Калаянов.
Похований в Дніпропетровську, кладовище Таромське. Вдома лишився син.

## Нагороди
За особисту мужність і героїзм, виявлені у захисті державного суверенітету та територіальної цілісності України, вірність військовій присязі під час російсько-української війни
- нагороджений орденом «За мужність» III ступеня (26.2.2015, посмертно).